# Plebejus pulchrina
Plebejus pulchrina är en fjärilsart som beskrevs av Thompson 1937. Plebejus pulchrina ingår i släktet Plebejus och familjen juvelvingar. Inga underarter finns listade i Catalogue of Life.